# Brachymeria stigmosa
Brachymeria stigmosa is een vliesvleugelig insect uit de familie bronswespen (Chalcididae). De wetenschappelijke naam is voor het eerst geldig gepubliceerd in 1958 door Steffan.